# رطل قدم (عزم)
وحدة رطل قدم هي وحدة لقياس عزم الدوران (مُتجه بسيدو) ويُشار إلي تلك الوحدة بالتعبير lb·ft أو lbf·ft، ووحدة رطل للقدم تُعبر عن عزم الدوران المتولد نتيجة تأثير قوة مقدارها واحد رطل على مسافة عموددية مقدارها واحد قدم مُقاسة من نقطة المحور.
واحد رطل للقدم يساوي تقريبًا 1.355818 نيوتن متر.
والاسم (رطل للقدم) يُقصد بها تقليل الالتباس بينها وبين وحدة قدم للرطل وهي وحدة قياس الطاقة أو الشُغل وقد قام الفيزيائي الإنجليزي آرثر ماسون ورثنجتون باقتراح تلك الوحدة وعرضها للآخرين، وعلي أية حال فإن وحدة قياس عزم الدوران يُعبر عنها في بعض الأحيان بوحدة قدم للرطل (ft·lb or ft·lbf).